# Jesse Plemons
Jesse Lon Plemons (Dallas, 2 de abril de 1988) é um ator americano. Ele é conhecido por interpretar Todd em Breaking Bad e Landry Clarke em Friday Night Lights.
Em 2022, foi nomeado na categoria de Melhor Ator Coadjuvante na 94.ª edição dos Óscares da Academia, pelo seu papel no filme The Power of the Dog.

## Filmografia

### Cinema
| Ano  | Título                           | Papel                    |
| ---- | -------------------------------- | ------------------------ |
| 1998 | Finding North                    | Hobo                     |
| 1999 | Varsity Blues                    | Tommy Harbor             |
| 2000 | All the Pretty Horses            | Young Grady              |
| 2002 | Children on Their Birthdays      | Preacher Star            |
| 2002 | Like Mike                        | Ox                       |
| 2003 | When Zachary Beaver Came to Town | Jay                      |
| 2003 | The Failures                     | Boe                      |
| 2008 | The Flyboys                      | Bully                    |
| 2009 | Observe and Report               | Charles                  |
| 2009 | Shrink                           | Jesus                    |
| 2010 | Happiness Runs                   | Chad                     |
| 2010 | Meeting Spencer                  | Spencer West             |
| 2011 | Paul                             | Jake                     |
| 2012 | The Master                       | Val Dodd                 |
| 2012 | Battleship                       | Jimmy "Ordy" Ord         |
| 2014 | The Homesman                     | Garn Sours               |
| 2015 | Black Mass                       | Kevin Weeks              |
| 2017 | The Discovery                    | Toby Harbor              |
| 2018 | Game Night                       | Gary                     |
| 2019 | The Irishman                     | Chuckie O'Birien         |
| 2020 | I'm Thinking of Ending Things    | Jake                     |
| 2021 | Judas and the Black Messiah      | Roy Mitchell             |
| 2021 | The Power of the Dog             | George                   |
| 2022 | Windfall                         | CEO                      |
| 2023 | Love & Death                     | Allan Gore               |
| 2023 | Killers of the Flower Moon       | Tom White                |
| 2024 | Civil War                        | Soldado (não-creditado)  |
| 2024 | Kinds of Kindness                | Robert / Daniel / Andrew |

### Televisão
| Ano  | Título                          | Papel             |
| ---- | ------------------------------- | ----------------- |
| 2000 | Walker, Texas Ranger            | Russell, Jr.      |
| 2001 | The Guardian                    | Lawrence Neal     |
| 2001 | Sabrina, the Teenage Witch      | Bigger Kid        |
| 2003 | The Lyon's Den                  | Ray Ferris        |
| 2003 | Judging Amy                     | James Franklin    |
| 2004 | Huff                            | Dawson James      |
| 2004 | CSI: Crime Scene Investigation  | Owen Durbin       |
| 2006 | Grey's Anatomy                  | Jake Burton       |
| 2006 | NCIS                            | Jason Geckler     |
| 2006 | Friday Night Lights             | Landry Clarke     |
| 2008 | Fear Itself                     | Lemmon            |
| 2009 | Cold Case                       | Ryan Stewart      |
| 2011 | Childrens Hospital              | Jesse             |
| 2012 | Bent                            | Gary              |
| 2012 | Breaking Bad                    | Todd Alquist      |
| 2013 | The Missionary                  | Sherwood Elbridge |
| 2014 | Drunk History                   | Edgar Allan Poe   |
| 2014 | Olive Kitteridge                | Jerry McCarthy    |
| 2015 | Fargo                           | Ed Blomquist      |
| 2017 | Black Mirror: USS Callister     | Robert Daly       |
| 2019 | El Camino: A Breaking Bad Movie | Todd Alquist      |
| 2025 | Zero Day                        | Roger Carlson     |

## Prêmios e Indicações

#### Oscar
| Ano  | Categoria               | Filme                | Resultado |
| ---- | ----------------------- | -------------------- | --------- |
| 2022 | Melhor Ator Coadjuvante | The Power of the Dog | Indicado  |

#### Emmy Awards
| Ano  | Categoria                                          | Filme                       | Resultado |
| ---- | -------------------------------------------------- | --------------------------- | --------- |
| 2016 | Melhor Ator Coadjuvante em Minissérie ou Telefilme | Fargo                       | Indicado  |
| 2018 | Melhor Ator em Minissérie ou Telefilme             | Black Mirror: USS Callister | Indicado  |
| 2023 | Melhor Ator Coadjuvante em Minissérie ou Telefilme | Love & Death                | Indicado  |

#### Globo de Ouro
| Ano  | Categoria                                  | Filme             | Resultado |
| ---- | ------------------------------------------ | ----------------- | --------- |
| 2025 | Melhor Ator em Cinema - Comédia ou Musical | Kinds of Kindness | Indicado  |

#### BAFTA
| Ano  | Categoria               | Filme                | Resultado |
| ---- | ----------------------- | -------------------- | --------- |
| 2022 | Melhor Ator Coadjuvante | The Power of the Dog | Indicado  |

#### Critics' Choice Awards
| Ano  | Categoria                                          | Filme                           | Resultado |
| ---- | -------------------------------------------------- | ------------------------------- | --------- |
| 2016 | Melhor Ator Coadjuvante em Minissérie ou Telefilme | Fargo                           | Venceu    |
| 2019 | Melhor Ator Coadjuvante em Minissérie ou Telefilme | El Camino: A Breaking Bad Movie | Indicado  |
| 2022 | Melhor Elenco                                      | The Power of the Dog            | Indicado  |
| 2024 | Melhor Ator Coadjuvante em Minissérie ou Telefilme | Love & Death                    | Indicado  |

#### SAG Awards
| Ano  | Categoria                        | Filme                      | Resultado |
| ---- | -------------------------------- | -------------------------- | --------- |
| 2013 | Melhor Elenco em Série Dramática | Breaking Bad               | Indicado  |
| 2014 | Melhor Elenco em Série Dramática | Breaking Bad               | Venceu    |
| 2024 | Melhor Elenco em Cinema          | Killers of the Flower Moon | Indicado  |

#### Festival de Cannes
| Ano  | Categoria                         | Filme             | Resultado |
| ---- | --------------------------------- | ----------------- | --------- |
| 2024 | Prêmio de Interpretação Masculina | Kinds of Kindness | Venceu    |